# Mahendratanaya
Mahendratanaya és el nom de dos rius al districte de Ganjam a Orissa que neixen a la muntanya de Mahendragiri als Ghats Orientals; un dels rius corre en direcció est i passa prop de Budarasingi, Mandasa i Jalantra, fins a desaiguar al mar prop de Barwa o Baruva. L'altre, més llarg, corre en direcció sud-oest i passa per Parla Kimedi fins a desaiguar al Vamsadhara.